# Operaciones mentales
Operaciones mentales son operaciones que afectan el contenido mental. Inicialmente, las operaciones de razonamiento fueron objeto únicamente de la lógica. Pierre Janet fue uno de los primeros en utilizar este concepto en psicología. Las operaciones mentales han sido investigadas a nivel de desarrollo con Jean Piaget y desde un punto de vista psicométrico con J.P Guilford. También existe un enfoque cognitivo, así como una visión sistémica de la misma.

## Historia
Desde la antigüedad, operaciones mentales, o más precisamente, operaciones formales de razonamiento, han sido objeto de la lógica. En 1903,  Pierre Janet describió dos tipos de operaciones mentales:
- operaciones de realidad -  operaciones mentales bajo el control de la lógica.
- operaciones desinteresadas - fuera del control de la razón.

Jean Piaget diferenció un nivel preoperacional y niveles operacionales del desarrollo cognitivo, con base en la presencia de operaciones mentales como una herramienta de adaptación.
El modelo de la Estructura del Intelecto de J.P. Guildford describe más de 180 habilidades intelectuales diferentes, organizadas en tres dimensiones: operaciones, contenido y productos.

## Enfoque lógico
De acuerdo con la mayoría de los lógicos, las tres operaciones mentales primarias son: aprehensión (entendimiento), juicio e inferencia.
Aprehensión es la operación mental mediante la cual una idea se forma en la mente. Si se pensara en un atardecer o en una pelota de béisbol, la acción de formar la imagen en la mente se le denomina como aprehensión. La expresión verbal de aprehensión es un término. 
Juicio es la operación mental mediante la cual se habla acerca de un sujeto. Si se pensara "ese atardecer es bello" o "el béisbol es el deporte de América" es hacer un juicio. La expresión verbal del juicio es una declaración (o proposición). 
Inferencia (o razonamiento) es la operación mental en la cual se salta a conclusiones con base en otra información. Si se pensara, "me gusta mirar a ese atardecer porque disfruto ver cosas bellas y ese atardecer es bello", se estaría razonando. La expresión verbal del razonamiento es el argumento lógico.
Jean Piaget identifica ciertas operaciones mentales del nivel de operaciones concretas del desarrollo cognitivo.

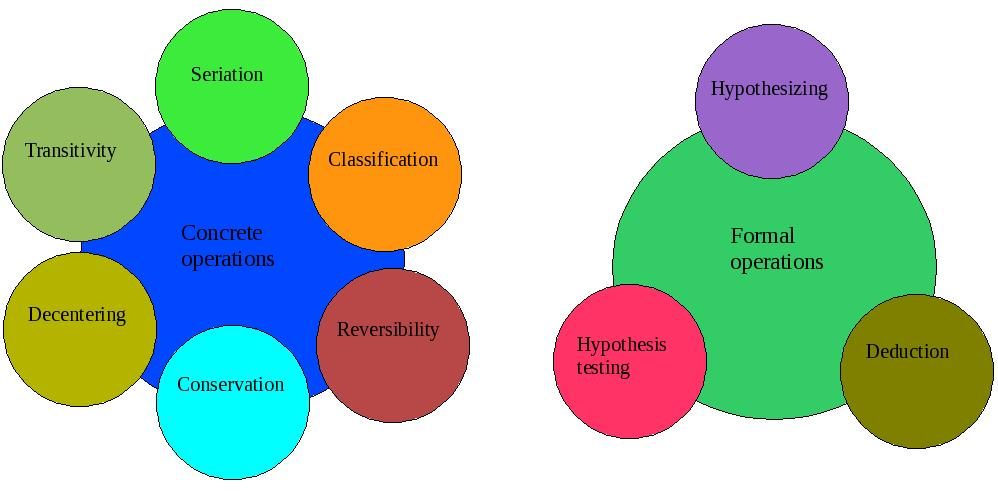
Operaciones mentales según Piaget.

- Seriación - la habilidad de acomodar objetos de acuerdo con forma, tamaño, o cualquier otra característica. Por ejemplo, si se dan objetos de diferentes tonos, se espera acomodarlos por el gradiente de color.

- Transitividad - la habilidad de reconocer relaciones lógicas entre los elementos de un orden seriado y realizar "inferencias transitivas" (por ejemplo, si A es más grande que B y B es más grande que C, entonces A debe ser más grande que C).
- Clasificación -  es la habilidad de nombrar e identificar series de objetos de acuerdo a su apariencia, tamaño u otra característica, incluyendo la idea de que un conjunto de objetos puede incluir a otro.
- Decentrar - Dónde el niño toma en cuenta numerosos aspectos de un problema para resolverlo. Por ejemplo, el niño ya no va a percibir que un vaso extremadamente ancho pero pequeño contiene menos que un vaso con ancho mediano, más alto.
- Reversibilidad -  el niño comprende que los números u objetos pueden cambiar o volver a su estado original. Por esta razón es que el niño será capaz de determinar que si 4 + 4 es igual a t, entonces t - 4 será 4, la cantidad original.
- Conservación - el entender que una cantidad, largo o número de elementos no tiene relación con el arreglo o apariencia de los objetos o elementos.

Piaget también describe un nivel de operaciones formales, con operaciones formales de pensamiento abstracto, tal como: probar hipótesis y deducción.

## Enfoque psicométrico

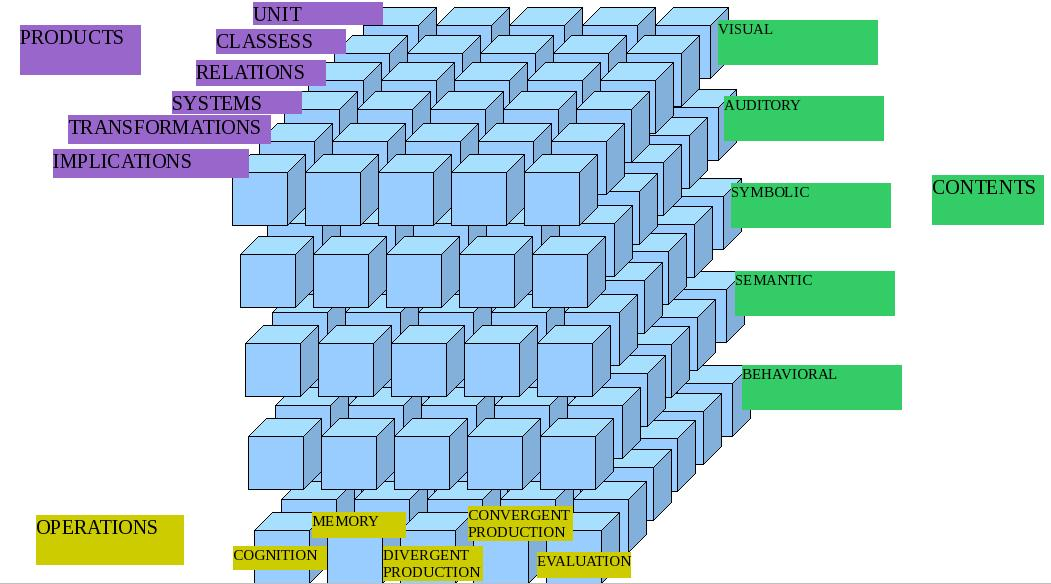
Estructura del Intelecto de Guilford.

De acuerdo con la teoría de la Estructura del Intelecto (EI) de J.P. Guilford, el rendimiento de la inteligencia de un individuo puede ser seguido por las operaciones mentales o factores de inteligencia. La teoría de la EI contiene muchas habilidades intelectuales organizadas en tres dimensiones - operaciones, contenido y productos.
- Dimensión de operaciones

EI incluye seis operaciones o procesos intelectuales generales: 
Cognición - la habilidad de entender, comprender, descubrir y volverse consciente de la información.
Grabación de memoria - la habilidad de codificar la información.
Retención de memoria - la habilidad de recordar información.
Producción divergente - la habilidad de generar varias soluciones a un problema; creatividad.
Producción convergente - la habilidad de deducir una sola solución a un problema; seguir las reglas o resolución del problema.
Evaluación - La habilidad para juzgar si la información es correcta, consistente o válida.
- Dimensión de contenido

Visual - información percibida por medio de la vista.
Auditiva - información percibida por medio del oído.
Kinestésica - información percibida por medio de acciones.
Simbólica - información percibida como símbolos o signos que no tienen significado por ellos mismos. Por ejemplo: números arábicos o letras del alfabeto.
Semántica - información percibida en oraciones, ya sean orales, escritas o mentales.
Comportamiento - información percibida por medio de actos de otras personas.
- Dimensión del producto

Como su nombre lo sugiere, esta dimensión contiene los resultados de aplicar operaciones particulares en contenidos específicos. El modelo de EI incluye seis productos, que incrementan de dificultad.
Unidades - elementos individuales del conocimiento.
Clases - conjuntos de unidades que comparten atributos en común.
Relaciones - unión a opuestos o en asociación, secuencia o analogías.

Sistemas - relaciones múltiples que comprenden estructuras o redes. 

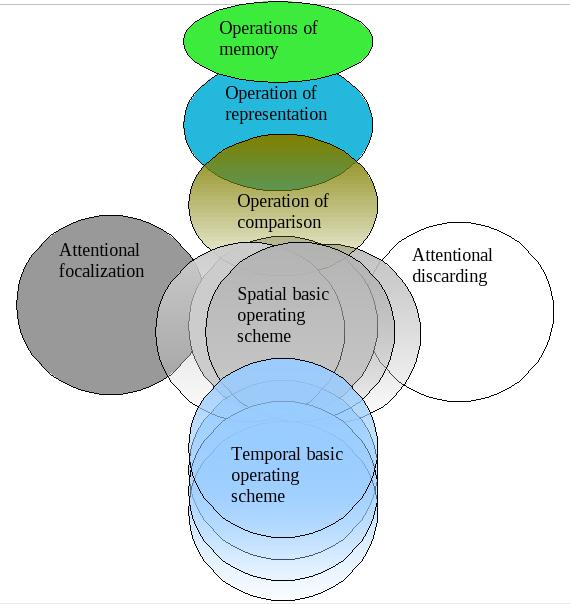
Operaciones mentales: enfoque cognitivo.

Transformaciones - cambios, perspectivas conversiones o mutaciones del conocimiento.
Implicaciones - predicciones, inferencias, consecuencias o anticipaciones de conocimiento.
Por lo tanto, de acuerdo con Guilford hay 6 x 5 x 6 = 180 habilidades o factores intelectuales. Cada habilidad representa una operación en particular de un contenido en específico y con resultados particulares. Tal como: Comprensión de Eventos de Figuras o Evaluación de Implicaciones Semánticas.

## Enfoque cognitivo
Siguiendo los pasos de Silvio Ceccato, Giulio Benedetti describe numerosos tipos de operaciones mentales:
- Focalización de atención - prestar atención a algo.
- Descartar atención - dejar de prestar atención a un objeto.
- Movimiento de atención - pasar atención de una parte a otra.
- Operación de representación - evocar una imagen mental.
- Operación de comparación.
- Operación de memoria.
- Esquema de funcionamiento básico temporal - variación de la focalización de atención.

## Enfoque sistemático

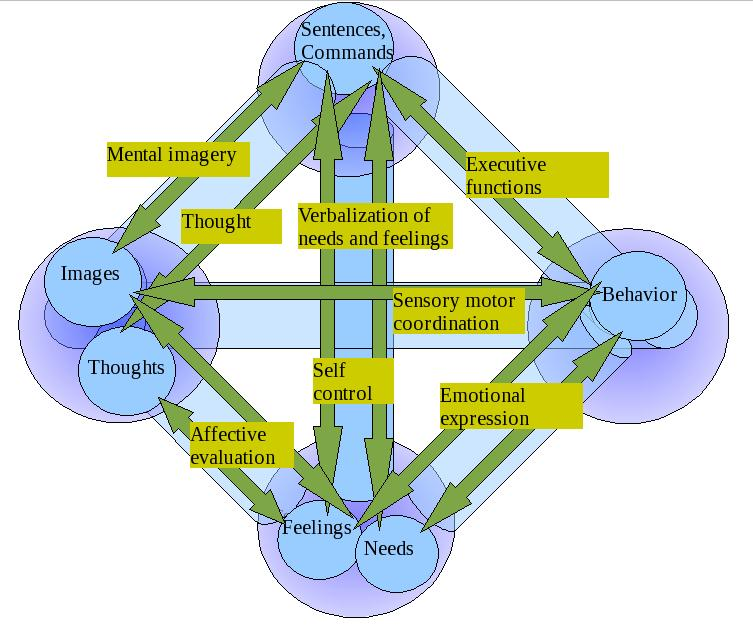
Operaciones mentales: enfoque sistemático.

Tomando en cuenta todos los procesos mentales, se han descrito las siguientes operaciones mentales:
- Operaciones cognitivas - producción y verbalización de imágenes y pensamientos.
- Operaciones prácticas -  perteneciente a operaciones de ejecución.
- Operaciones afectivas - evaluación afectiva de uno mismo y del mundo.
- Operaciones expresivas - expresión de emociones.
- Operaciones perceptivo-motoras - coordinación ojo-mano.
- Operaciones regulativas - verbalización de necesidades, sentimientos y autocontrol.